# Castello di Ponti sul Mincio
Il castello di Ponti sul Mincio è un'antica roccaforte risalente al XII secolo situata a Ponti sul Mincio, in provincia di Mantova.

## Storia e descrizione
Fu edificato in posizione strategica sulle colline che dominano il Mincio probabilmente dopo la presa del potere a Verona da parte di Mastino I della Scala intorno al 1260. Divenne un importante maniero per il sistema difensivo scaligero che comprendeva anche gli edifici di Monzambano, Valeggio sul Mincio, Villafranca, Custoza e Sona.
Il complesso fortificato, dotato di rivellino, è costituito dalle mura perimetrali con quattro torri scudate e il mastio che fungeva da controllo del fiume. Faceva probabilmente parte del Serraglio difensivo scaligero che comprendeva inizialmente tre castelli: Valeggio sul Mincio, Gherla e Villafranca, e impediva le incursioni milanesi e mantovane nel territorio veronese.
La fortificazione ha subito delle opere di consolidamento nei primi anni del Novecento e negli anni settanta.